# San Pietro Vernotico
San Pietro Vernotico is een gemeente in de Italiaanse provincie Brindisi (regio Apulië) en telt 14.773 inwoners (31-12-2004). De oppervlakte bedraagt 46,1 km², de bevolkingsdichtheid is 320 inwoners per km².
De volgende frazioni maken deel uit van de gemeente: Campo di Mare

## Demografie
San Pietro Vernotico telt ongeveer 4992 huishoudens. Het aantal inwoners daalde in de periode 1991-2001 met 3,0% volgens cijfers uit de tienjaarlijkse volkstellingen van ISTAT.
| Jaar | Inwoneraantal |
| ---- | ------------- |
| 1991 | 15.469        |
| 2001 | 15.004        |

## Geografie
San Pietro Vernotico grenst aan de volgende gemeenten: Brindisi, Cellino San Marco, Squinzano (LE), Torchiarolo.

## Geboren
- Thiago Alcántara (1991), Braziliaans-Spaans voetballer
- Alessandro Monaco (1998), wielrenner

Brindisi · Carovigno · Ceglie Messapica · Cellino San Marco · Cisternino · Erchie · Fasano · Francavilla Fontana · Latiano · Mesagne · Oria · Ostuni · San Donaci · San Michele Salentino · San Pancrazio Salentino · San Pietro Vernotico · San Vito dei Normanni · Torchiarolo · Torre Santa Susanna · Villa Castelli
1. ↑  https://demo.istat.it/?l=it.